# Antonio Fernandes (hacker)
Antonio Fernandes (París, 1981) es un hacker y experto en ciberseguridad gallego. 

## Reseña biográfica
Actualmente trabaja como Cybersecurity Manager de una industria multinacional de Galicia.
Evaluador de proyectos de innovación y ciberseguridad para la Comisión Europea en la European Innovation Council o la European Defense Agency, y miembro del subgrupo de expertos “ARTIFICIAL INTELLIGENCE (AI), CONNECTED PRODUCTS AND OTHER NEW CHALLENGES IN PRODUCT SAFETY”.
Profesor de ciberseguridad en centros como IESIDE, Centro de Estudios Garrigues, C1b3rWall de Policía Nacional y Mentor de la National Cyberleague de la Guardia Civil.
También es un destacado cazador de bugs (bug bounty) habiendo obtenido reconocimiento público por parte de entidades como Google, Facebook, Twitter, Uber, Microsoft, Intel, Apple, Departamento de Defensa de Estados Unidos, la Unión Europea, el Gobierno de Holanda, Symantec.
Es organizador y colaborador de eventos de seguridad de la información como ISACA, ISMS Forum,,ViCON y Hack & Beers Vigo.

## Distinciones
- Most Valued Hacker (HackerOne Madrid Meetup, 2019)
- Chief Security Envoy (Elevenpaths, 2019)